# Tacca integrifolia
Tacca integrifolia là một loài thực vật có hoa trong họ Dioscoreaceae. Loài này được Ker Gawl. miêu tả khoa học đầu tiên năm 1812.
Đây là loài bản địa của rừng mưa nhiệt đới và cận nhiệt đới của Trung Á. Nó lần đầu tiên được mô tả bởi nhà thực vật học người Anh John Bellenden Ker Gawler năm 1812.
Loài này có nguồn gốc từ các vùng đồi núi thuộc vùng Trung Á nhiệt đới và cận nhiệt đới. Nó được biết đến từ Pakistan, Đông Ấn Độ, Sri Lanka, Bhutan, Bangladesh, Nepal, Myanmar, Malaysia, Thái Lan, Campuchia, Việt Nam và miền đông Trung Quốc. Nó phát triển trong rừng nhiệt đới ẩm ướt, phát triển trong các bãi rác ở những nơi râm mát.
T. Integrifolia là một loại thảo mộc phát triển từ một thân rễ. Phiến lá được mọc trên cành cây dài và có hình elip hình trụ có hình trụ dài, hình trụ, kích cỡ 50 nhân 20 cm (20 nhân 8 in).